# Paracentropogon rubripinnis
Paracentropogon rubripinnis är en fiskart som först beskrevs av Temminck och Schlegel, 1843.  Paracentropogon rubripinnis ingår i släktet Paracentropogon och familjen Tetrarogidae. Inga underarter finns listade i Catalogue of Life.